# 横曽根村 (岐阜県)
横曾根村（よこぞねむら）は、かつて岐阜県養老郡に存在した村である。
現在の大垣市南部。横曽根町、横曽根に該当する。
横曾根村が成立した際は多芸郡の村であったが、郡制施行後、養老郡の村となっている。

## 歴史
- 1871年（明治4年） - 横曾根村と横曾根新田が合併し、横曾根村となる。
- 1889年（明治22年）7月1日 - 町村制により横曾根村が発足。
- 1897年（明治30年）4月1日[2] - 郡制に基づき多芸郡の一部と上石津郡が合併し、養老郡となる。当村は養老郡の村となる。
- 1897年（明治30年）4月1日 - 安八郡浅草東村、浅草中村、浅草西村と合併し、浅草村発足。同日横曾根村は廃止される。

## 学校
- 高遠学校（現・大垣市立江東小学校の前身校の一つ）